# طوبيا عون
طوبيا عون (ديسمبر 1803 - 4 أبريل 1871) مساعد العرش البابوي ورئيس أساقفة بيروت، كونت روما، والمطران مار يوحنا في عكا، وحامل درجة فارس في وسام جوقة الشرف الفرنسي، ودرجة فارس في وسام النيشان المجيدي العثماني، ومجلس الأب في المجمع الفاتيكاني الأول. وكان أول رئيس أساقفة من الموارنة الكاثوليك لأبرشية بيروت. كان من أكثر الزعماء احتراماً من قبل الكثير من الموارنة خلال الصراع 1859-1860 في جبل لبنان.